# Busto

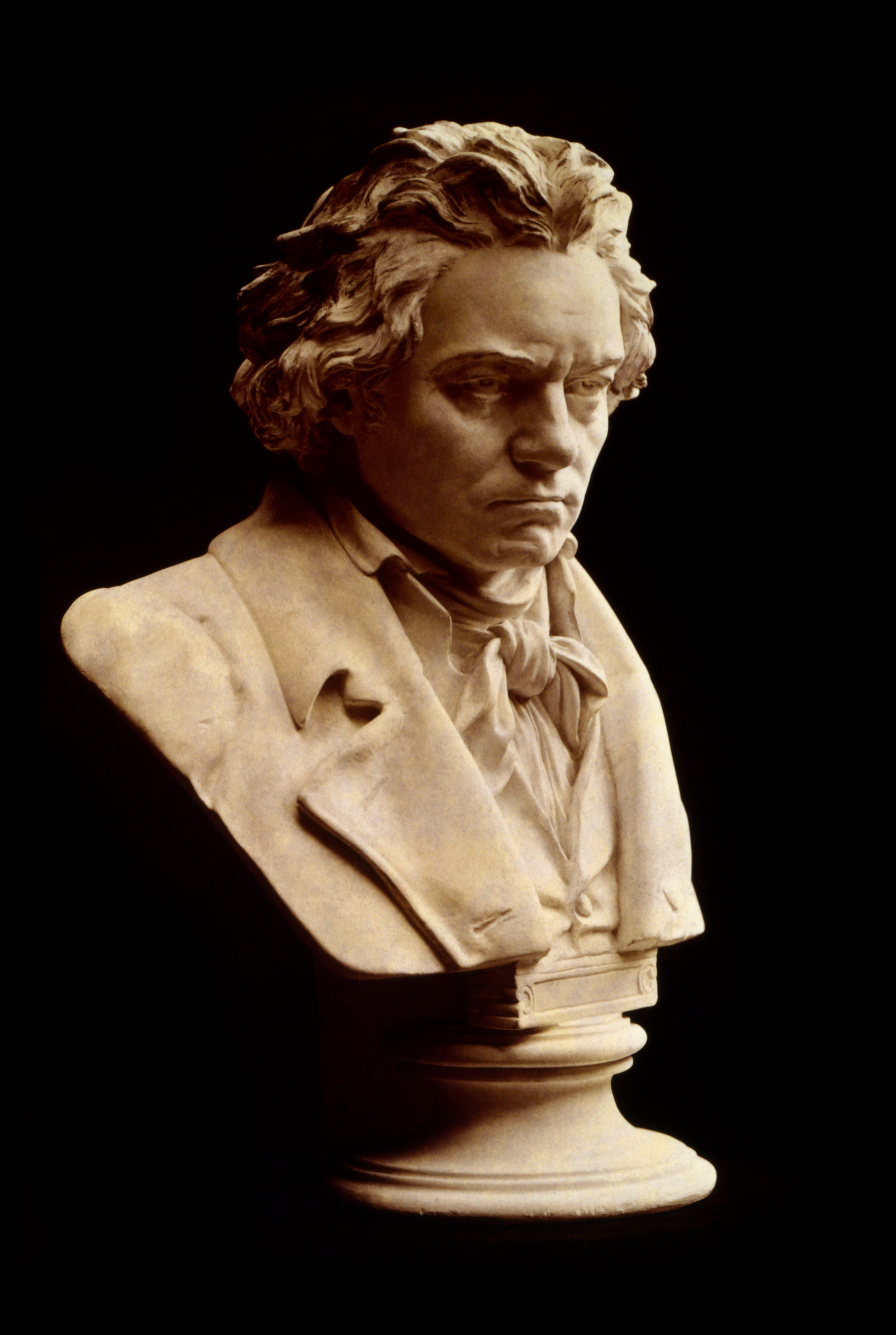
Busto de Beethoven, por Hugo Hagen. (Um busto em sua forma mais tradicional)

Busto é a representação esculpida ou pintada de uma pessoa, se limitando à cabeça, pescoço, uma parte do torso e ombros, geralmente sobre um apoio. Tem por finalidade recriar o mais fielmente possível a fisionomia do indivíduo. Ou a parte superior do tronco feminino.
Executados em diversos materiais, como mármore, bronze, argila e mais raramente, madeira, mas sólidos e duráveis.

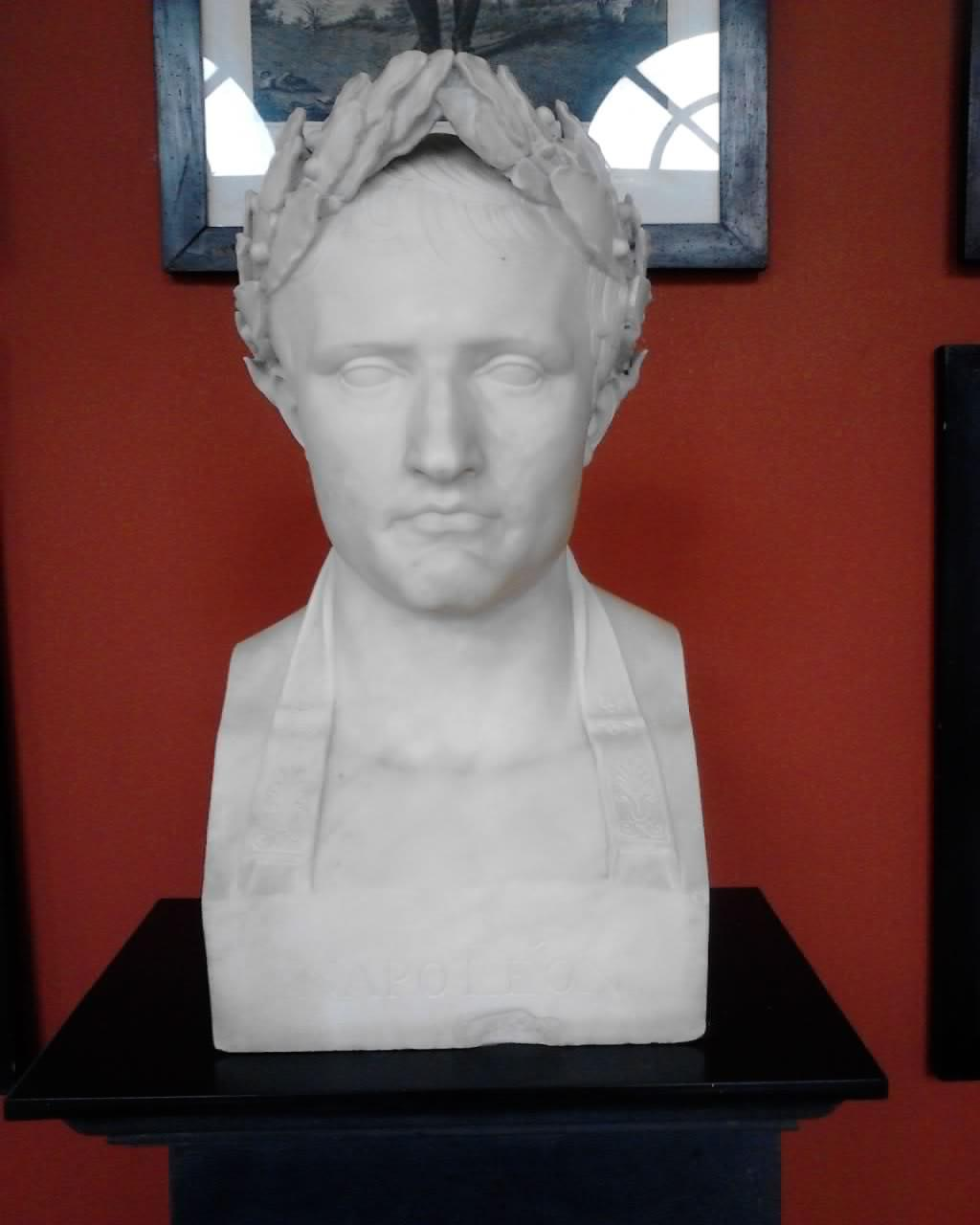
Busto de Napoleão Bonaparte, Villa Melzi, Bellagio, Itália.
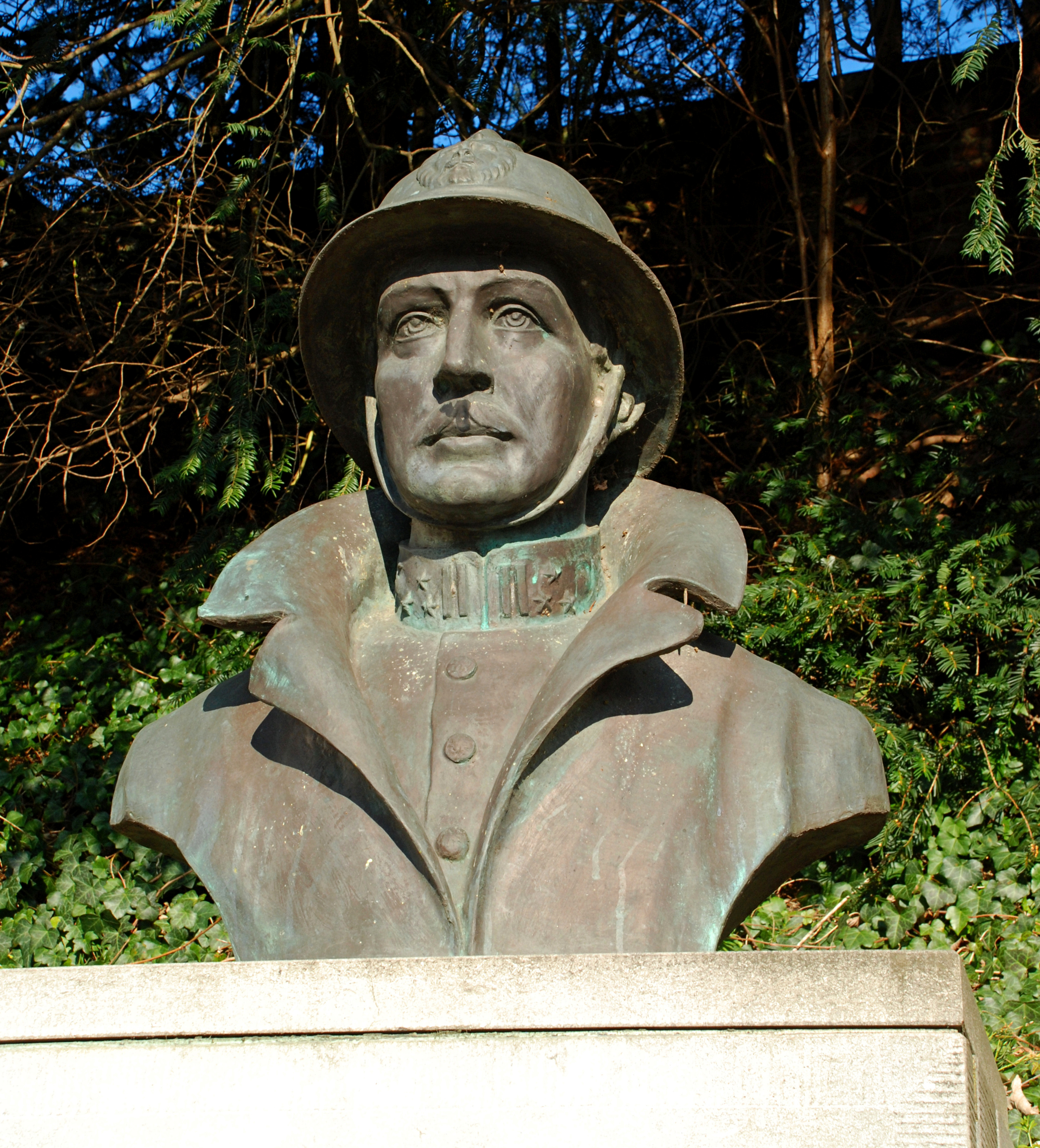
Busto d'Alberto I da Bélgica, Ottignies, Bélgica.
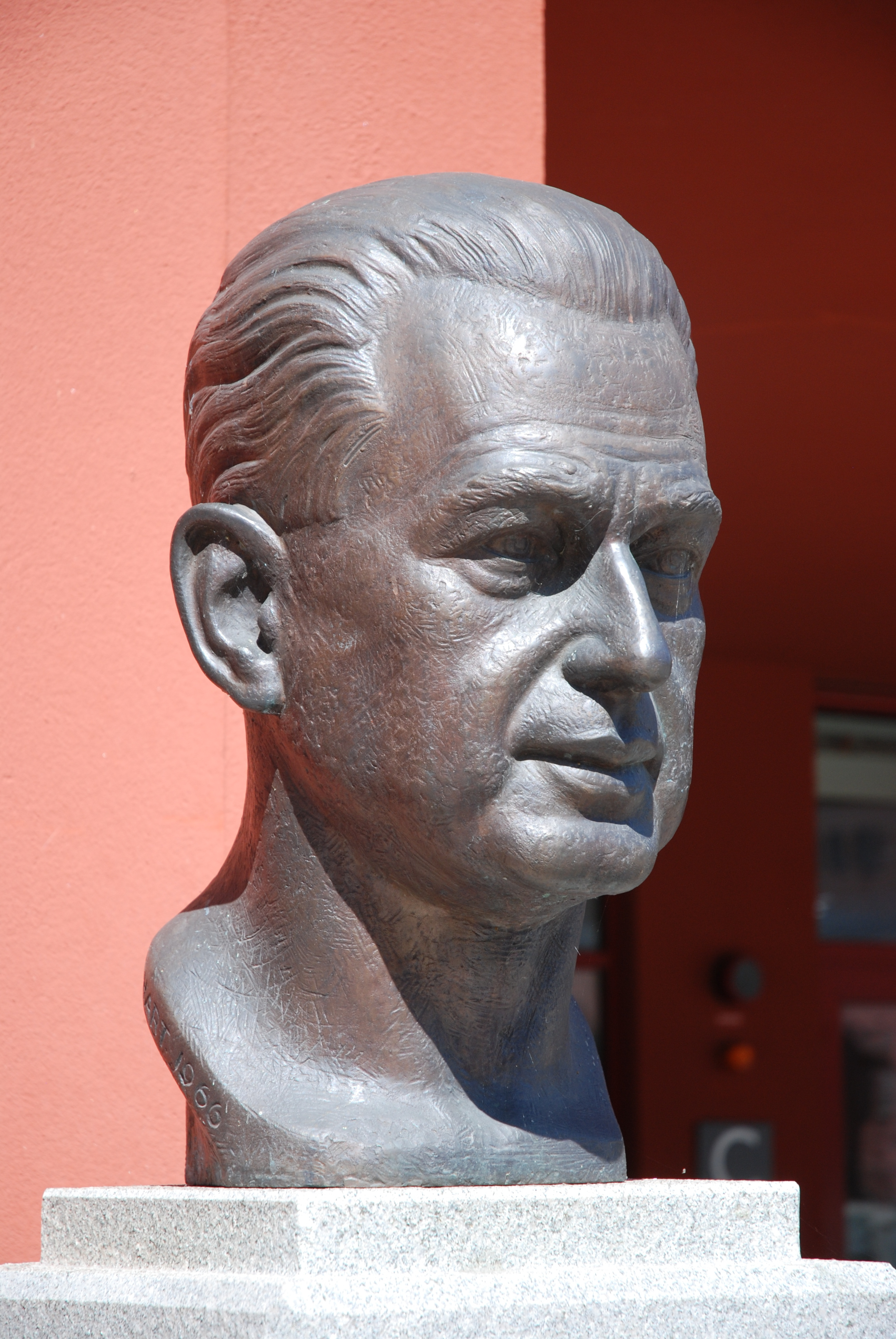
Busto de Dag Hammarskiöld ex-Secretário-Geral da ONU.